# هلونغ
هلونغ (بالصينية: 和龙市) هي مدينة على مستوى مقاطعة، في الصين، تقع في يانبيان، وجيلين، بلغ عدد سكانها 197,885 نسمة وذلك حسب إحصائيات سنة 2010، تبلغ مساحتها 5,069 كيلومتر مربع، رمزها البريدي هو 133500.

## مدن توأم
المدن التوأم:
- تيبيك.